# 罗伯特·泰勒 (1948年)
罗伯特·泰勒（英語：Robert Taylor，1948年9月14日—2007年11月13日），美国男子田径运动员，主攻短跑。他曾代表美国参加1972年夏季奥林匹克运动会田径比赛，获得一枚金牌和一枚银牌。